# Franck Moussa
Franck Nyinzapa Moussa (Brussel, 24 juli 1989) is een voormalig Belgisch voetballer die bij voorkeur als aanvallende middenvelder speelt. Hij werd geboren als Nyinzapa Mangoula Mbigue en liet in 2005 zijn naam veranderen.

## Carrière

### Jeugd
Moussa belandde in 1999, op tienjarige leeftijd, bij RSC Anderlecht, waar hij er tot 2005 in de jeugd zou spelen. In 2005 vertrok hij naar de jeugd van het Engelse West Ham United FC. Hij bleef hier echter maar één jaar en trok in 2006 naar de jeugd van derdeklasser Southend United FC.

### Southend United
Op 4 maart 2006 debuteerde hij als 16-jarige voor Southend United tegen Colchester United. In oktober 2008 trok hij twee maanden naar Wycombe Wanderers op uitleenbasis waarna hij terugkeerde naar Southend United, in deze twee maanden kwam hij aan 9 officiële wedstrijden voor de club. In 2010 vertrok hij bij Southend United, Moussa zou van 2006 tot 2010 uiteindelijk 91 wedstrijden gespeeld hebben waarin hij 7 goals scoorde.

### Leicester City
Op 13 augustus 2010 tekende hij bij tweedeklasser Leicester City. In de eerste seizoenshelft van het seizoen 2010/2011 kwam hij aan 8 wedstrijden en 1 doelpunt. In de tweede seizoenshelft werd hij uitgeleend aan tweedeklasser Doncaster Rovers, hier kwam hij aan 14 wedstrijden en 2 goals. In het seizoen 2011/2012 speelde hij 1 wedstrijd voor Leicester City waarna hij werd uitgeleend aan derdeklasser Chesterfield. Hier kwam hij aan 10 wedstrijden en 4 goals.

### Coventry City
Op 21 september 2012 tekende hij een contract bij Coventry City. Hij debuteerde voor zijn nieuwe club in de League Cup tegen Arsenal. Op 17 november 2012 scoorde hij zijn eerste doelpunt voor The Sky Blues tegen Hartlepool United. Op 3 januari 2013 tekende hij een nieuw contract voor 18 maanden. In twee seizoenen scoorde hij 18 doelpunten uit 77 wedstrijden voor Coventry City in de Football League One. 

### Charlton Athletic
Op 2 juli 2014 tekende hij als transfervrije speler een tweejarig contract bij Charlton Athletic. Bij deze club is zijn landgenoot Bob Peeters trainer. Hij maakte zijn debuut in de competitiewedstrijd tegen Brentford FC. Zijn eerste doelpunt was in de competitiewedstrijd tegen Wigan Athletic.

### Southend United & Walsall
Hij speelde in 2016 één wedstrijd voor Southend United waarin hij ook scoorde. In het seizoen 2016/17 speelde Moussa voor Walsall.

## Statistieken[3]
| seizoen | club                | land     | competitie          | wed. | goals |
| ------- | ------------------- | -------- | ------------------- | ---- | ----- |
| 2005/06 | Southend United     | Engeland | Football League One | 1    | 0     |
| 2006/07 | Southend United     | Engeland | Championship        | 4    | 0     |
| 2007/08 | Southend United     | Engeland | Football League One | 17   | 0     |
| 2008/09 | Southend United     | Engeland | Football League One | 26   | 2     |
| 2008/09 | → Wycombe Wanderers | Engeland | Football League Two | 9    | 0     |
| 2009/10 | Southend United     | Engeland | Football League One | 43   | 5     |
| 2010/11 | Leicester City      | Engeland | Championship        | 8    | 1     |
| 2010/11 | → Doncaster Rovers  | Engeland | Championship        | 14   | 2     |
| 2011/12 | Leicester City      | Engeland | Championship        | 1    | 0     |
| 2011/12 | → Chesterfield FC   | Engeland | Football League One | 10   | 4     |
| 2012/13 | Coventry City       | Engeland | Football League One | 38   | 6     |
| 2013/14 | Coventry City       | Engeland | Football League One | 39   | 13    |
| 2014/15 | Charlton Athletic   | Engeland | Championship        | 14   | 1     |
| 2015/16 | Charlton Athletic   | Engeland | Championship        | 6    | 0     |
| 2015/16 | Southend United     | Engeland | Football League One | 1    | 1     |
| 2016/17 | Walsall FC          | Engeland | Football League One | 22   | 4     |
| 2017/18 | Gillingham FC       | Engeland | Football League One | 1    | 0     |
|         |                     |          | Totaal              | 254  | 39    |

## Palmares
| Nationaal                    |    |      |
| Kampioen Football League One | 1x | 2012 |